# Tömäjärvi
Tömäjärvi är en sjö i kommunen Hattula i landskapet Egentliga Tavastland i Finland. Sjön ligger 109,2 meter över havet. Arean är 76 hektar och strandlinjen är 4,33 kilometer lång. Sjön  ingår i Kumo älvs huvudavrinningsområde.   Den ligger nära Tavastehus och omkring 97 km norr om Helsingfors. 